# Chipwi
Chipwi (birman ချီဖွေမြို့), ou Chibwe, est une petite ville de l'État Kachin, dans le nord de la Birmanie (Union du Myanmar). Elle se trouve sur la N'Mai (une des rivières formant l'Irrawaddy) juste en dessous de sa confluence avec la Chibwe. Elle est accessible par la route Myitkyina-Nujiang.
Selon un accord conclu en mai 2007 entre la junte birmane et China Power Investment Corporation, un barrage hydroélectrique devrait être construit dans les années à venir sur la N'mai près de Chipwi. Il fournirait 2 000 mégawatts.